# La Chaussade
La Chaussade település Franciaországban, Creuse megyében. Lakosainak száma 97 fő (2022. január 1.). La Chaussade Bellegarde-en-Marche, Bosroger, Champagnat, Saint-Alpinien, Saint-Amand, Saint-Maixant és Saint-Silvain-Bellegarde községekkel határos.

## Népesség
A település népességének változása:
| Lakosok száma | 123  | 108  | 105  | 113  | 117  | 114  | 107  | 101  | 99   | 97   |
|               | 1968 | 1982 | 1990 | 2006 | 2013 | 2015 | 2017 | 2019 | 2020 | 2022 |